# Max Davidson
Max Davidson (23 de maio de 1875 – 4 de setembro e 1950) foi um ator de cinema alemão, conhecido por seus papéis cômicos de judia na era do cinema mudo. Com uma carreira de mais de trinta anos, ele atuou em mais de 180 filmes, ente as décadas de 1912 e 1945.
Ele nasceu em Berlim, Alemanha e faleceu em Los Angeles, Estados Unidos.